# یوپایوکی
یوپایوکی (به فنلاندی: Juupajoki) یک منطقهٔ مسکونی در فنلاند است که در پیرکانما واقع شده‌است.